# Comuna Zam, Hunedoara
Zam (în maghiară Zám, în germană Sameschdorf) este o comună în județul Hunedoara, Transilvania, România, formată din satele Almaș-Săliște, Almășel, Brășeu, Cerbia, Deleni, Godinești, Micănești, Pogănești, Pojoga, Sălciva, Tămășești, Valea și Zam (reședința).

## Istorie
Prima atestare documentara este din anul 1407. Descoperirile arheologice arată că Zamul era în strânsă legatură cu castrul de la Micia. La Zam exista în timpul stăpânirii romane un important punct de vamă al plutelor care făceau transportul de sare pe râul Mureș.

## Demografie
Componența etnică a comunei Zam
     Români (91,04%)
     Ruteni (3,53%)
     Alte etnii (0,69%)
     Necunoscută (4,73%)
Componența confesională a comunei Zam
     Ortodocși (88,58%)
     Penticostali (3,79%)
     Alte religii (2,65%)
     Necunoscută (4,98%)
Conform recensământului efectuat în 2021, populația comunei Zam se ridică la 1.585 de locuitori, în scădere față de recensământul anterior din 2011, când fuseseră înregistrați 1.875 de locuitori. Majoritatea locuitorilor sunt români (91,04%), cu o minoritate de ruteni⁠(d) (3,53%), iar pentru 4,73% nu se cunoaște apartenența etnică. Din punct de vedere confesional, majoritatea locuitorilor sunt ortodocși (88,58%), cu o minoritate de penticostali (3,79%), iar pentru 4,98% nu se cunoaște apartenența confesională.

## Politică și administrație
Comuna Zam este administrată de un primar și un consiliu local compus din 9 consilieri. Primarul, Sorin-Ionel Nistor[*], de la Partidul Național Liberal, este în funcție din 2012. Începând cu alegerile locale din 2024, consiliul local are următoarea componență pe partide politice:
|  | Partid                                    | Consilieri | Componența Consiliului | Componența Consiliului | Componența Consiliului | Componența Consiliului |
|  | ----------------------------------------- | ---------- | ---------------------- | ---------------------- | ---------------------- | ---------------------- |
|  | Partidul Național Liberal                 | 4          |                        |                        |                        |                        |
|  | Partidul Social Democrat                  | 3          |                        |                        |                        |                        |
|  | Alianța pentru Unirea Românilor           | 1          |                        |                        |                        |                        |
|  | Uniunea Culturală a Rutenilor din România | 1          |                        |                        |                        |                        |

## Atracții turistice
- Biserica de lemn "Sfinții Arhangheli Mihail și Gavriil" din satul Almaș-Săliște, construcție secolul al XVIII-lea, monument istoric
- Biserica de lemn "Sfinții Arhangheli Mihail și Gavriil" din satul Almășel, construcție secolul al XIX-lea
- Biserica de lemn din satul Cerbia, construcție secolul al XVIII-lea
- Biserica de lemn "Sfinții Arhangheli Mihail și Gavriil" din satul Deleni, construcție secolul al XVII-lea
- Biserica de lemn "Sfântul Mare Mucenic Gheorghe" din satul Godinești construită în anul 1847
- Biserica de lemn "Înălțarea Domnului" din satul Micănești construită în anul 1761, monument istoric
- Biserica de lemn "Sfinții Apostoli Petru și Pavel" din Pogănești, construcție secolul al XVIII-lea, monument istoric
- Biserica de lemn din satul Sălciva, construcție 1799, monument istoric
- Biserica de lemn din satul Zam, monument istoric
- Castelul Nopcsa din Zam, monument istoric
- Defileul Mureșului (sit de importanță comunitară inclus în rețeaua europeană Natura 2000 în România)
- Rezervația naturală "Calcarele de la Godinești" (6 ha)
- Rezervația naturală "Pădurea Pojoga" (20 ha)

## Imagini

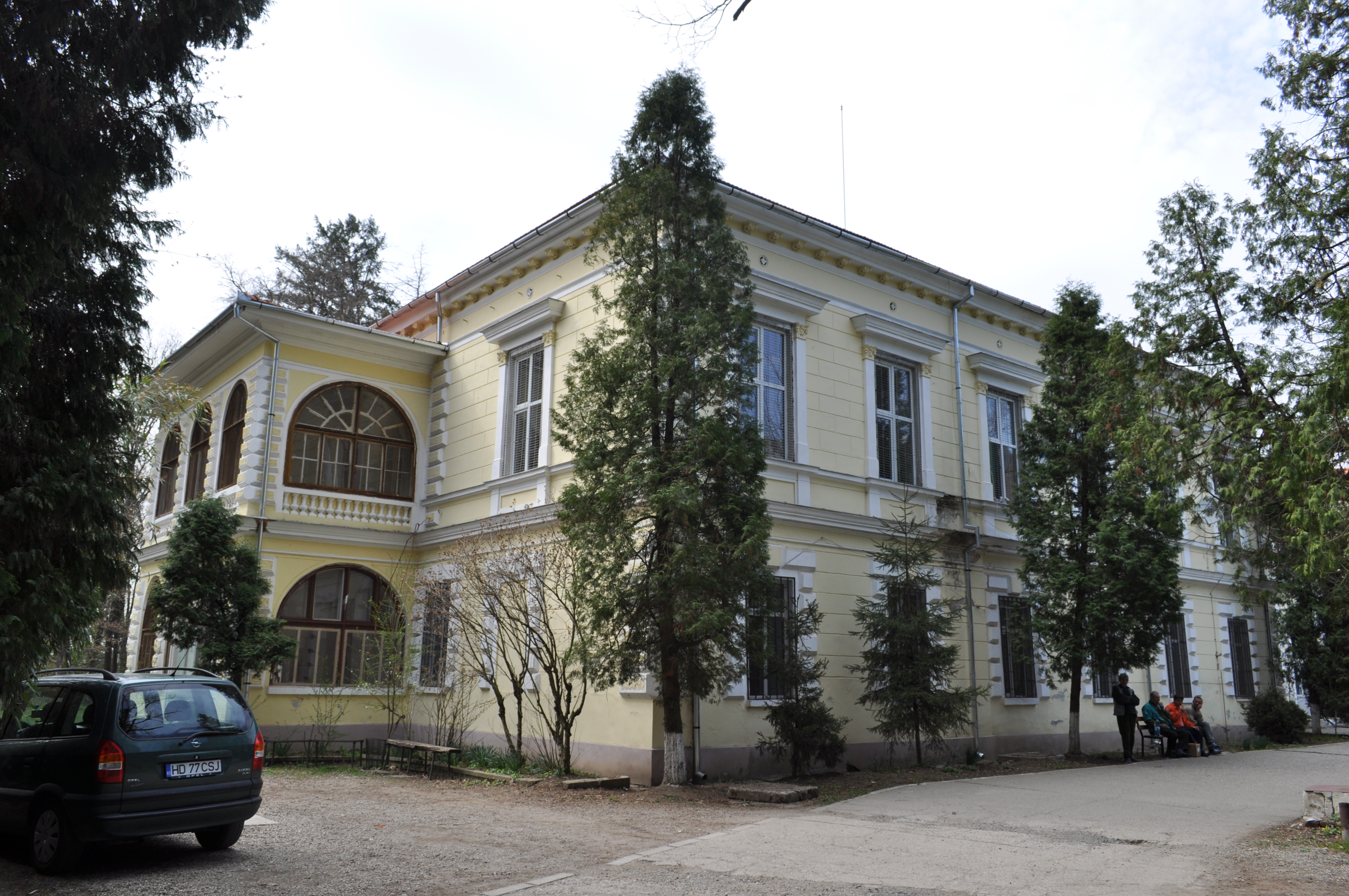
Castelul Nopcsa (monument istoric)
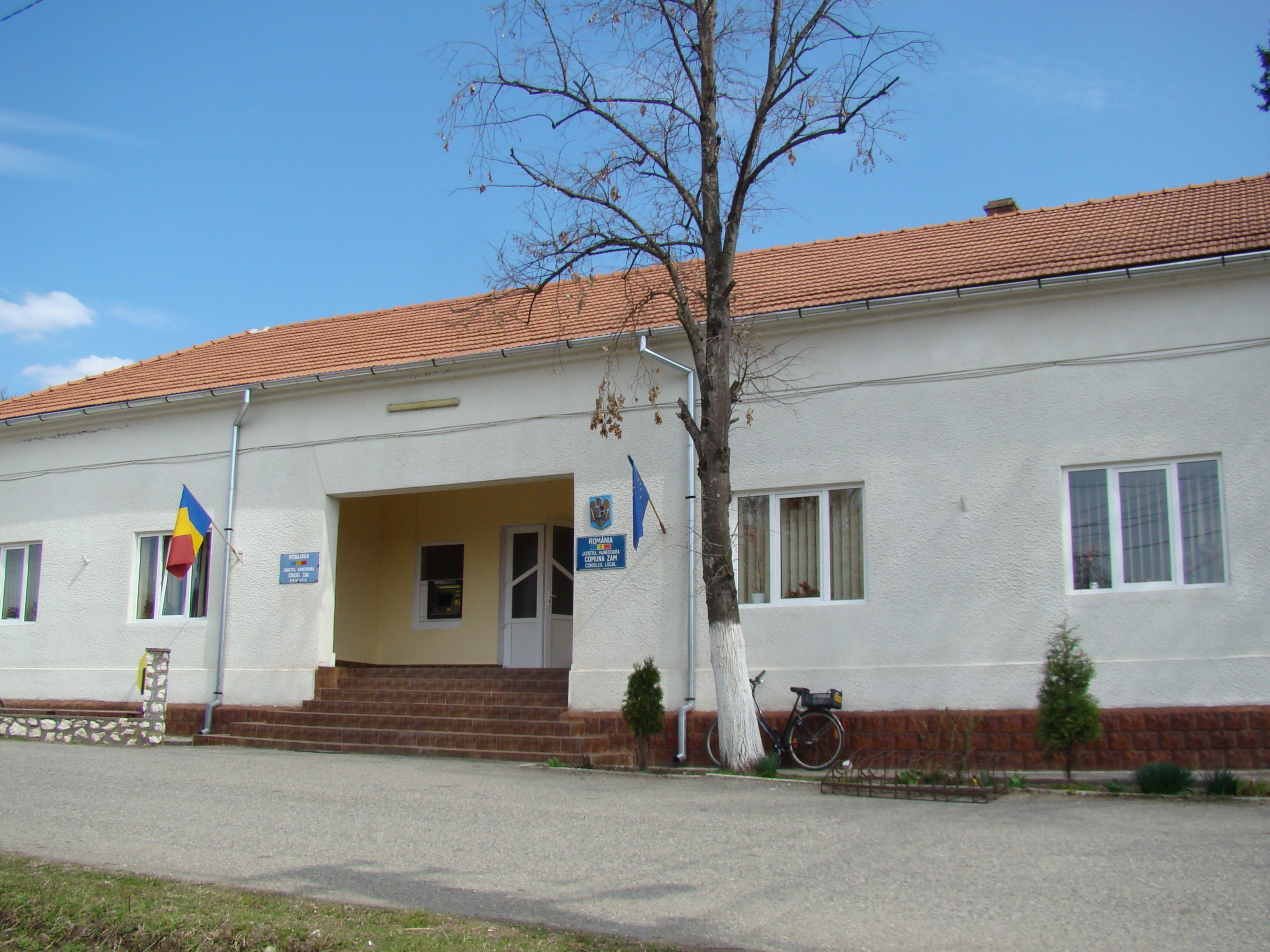
Primăria comunei Zam
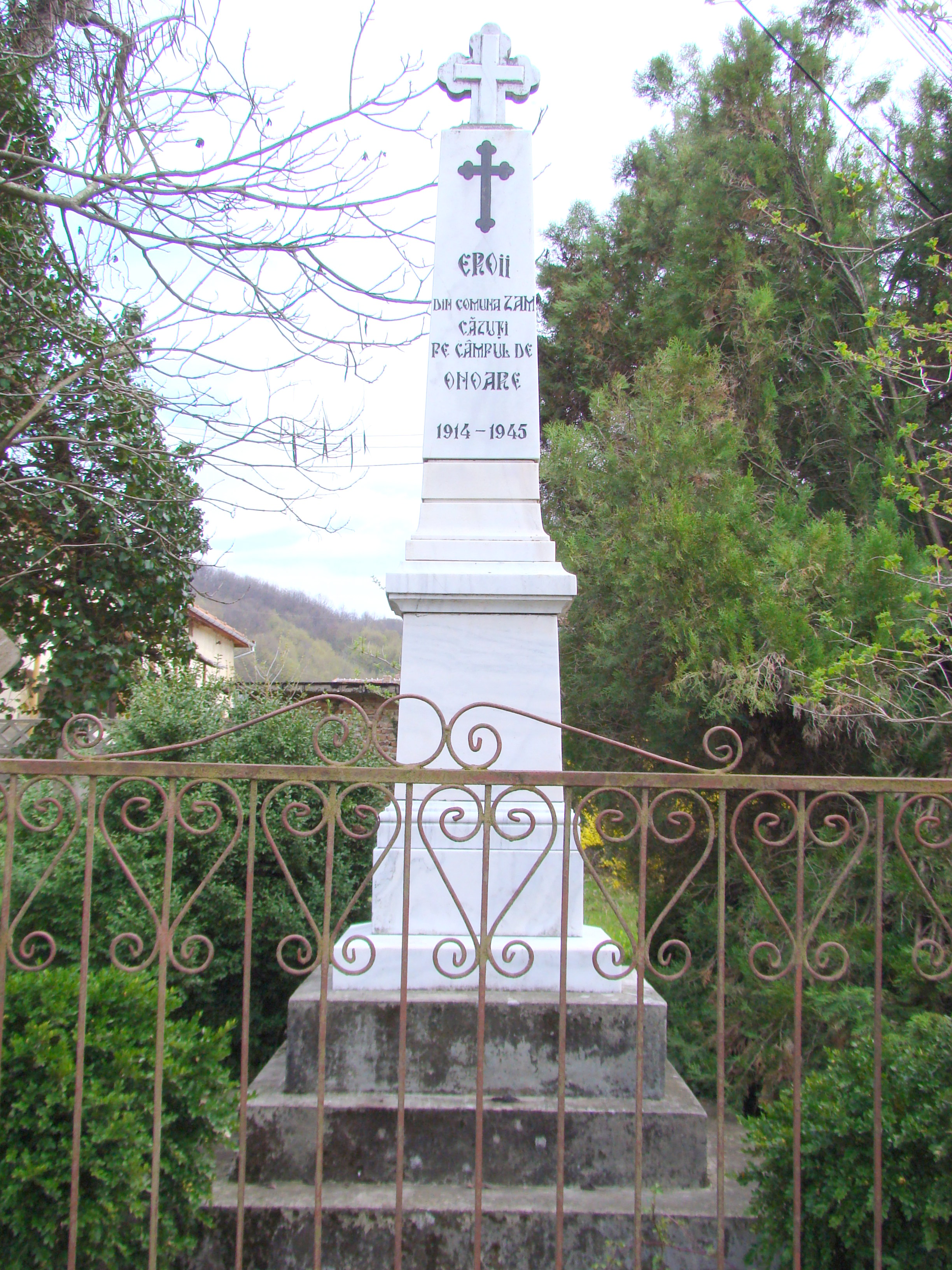
Monumentul eroilor
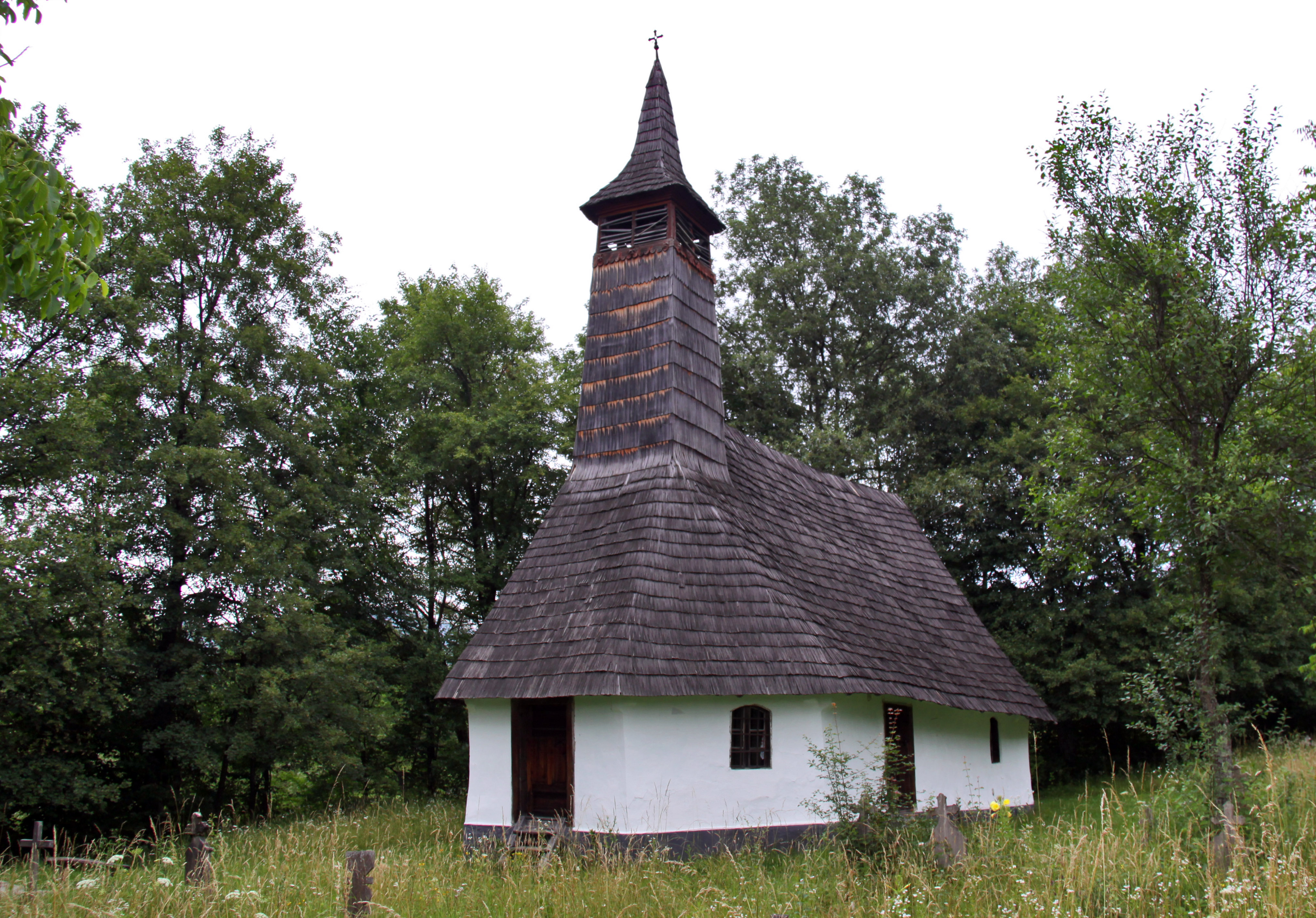
Biserica de lemn „Nașterea Sfântului Ioan Botezătorul” din satul Zam (monument istoric)
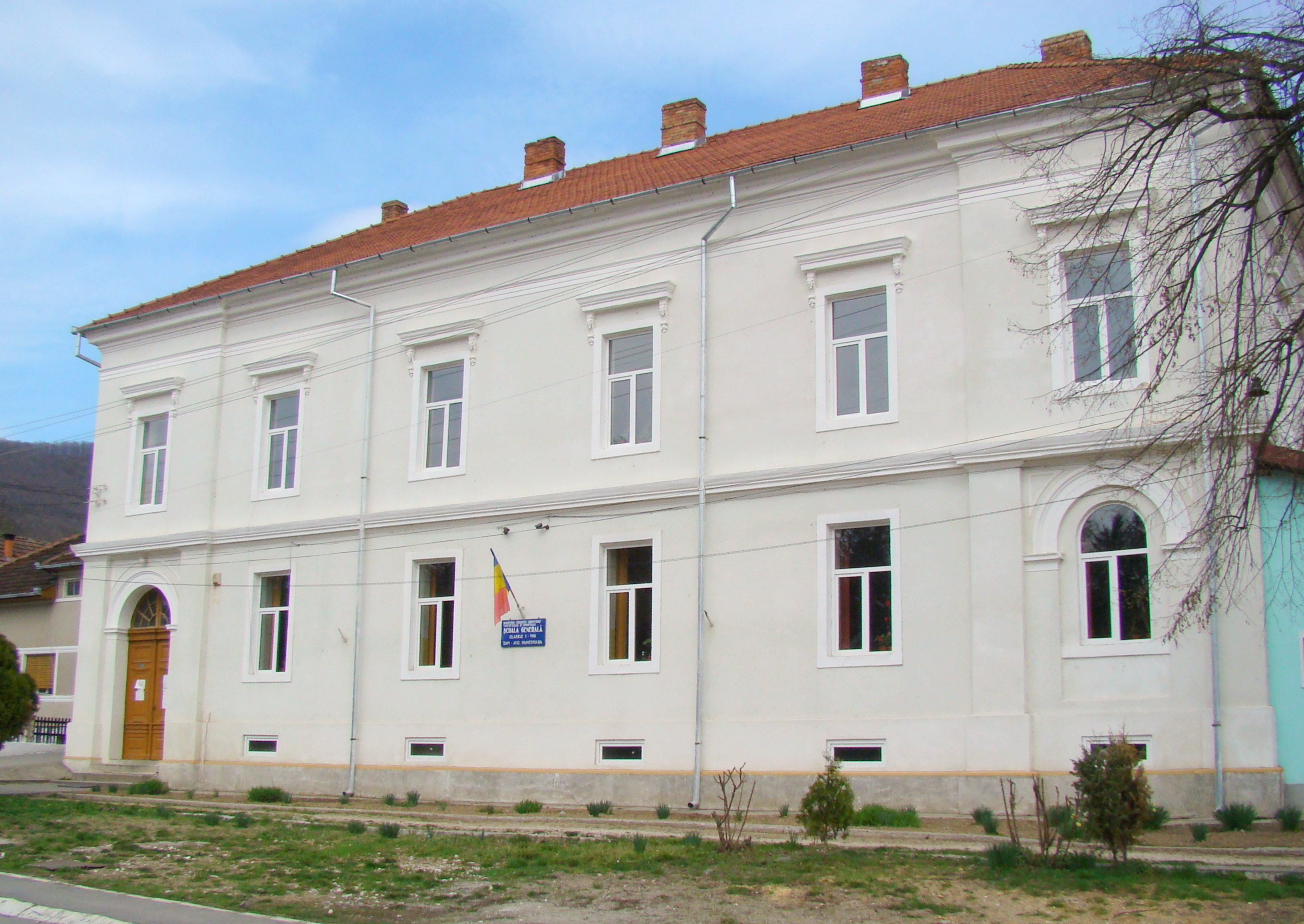
Școala din Zam
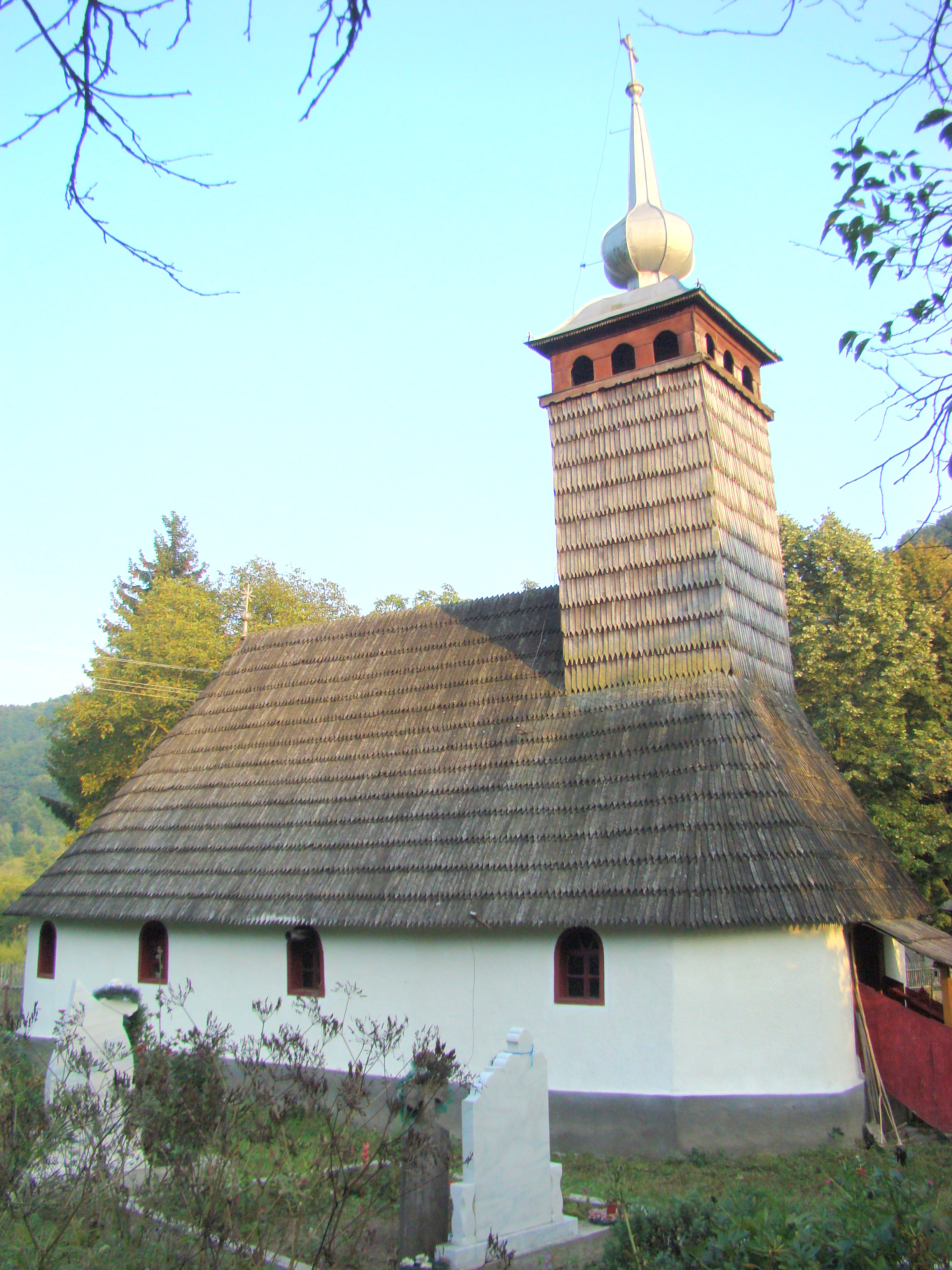
Biserica de lemn din Almaș-Săliște (monument istoric)
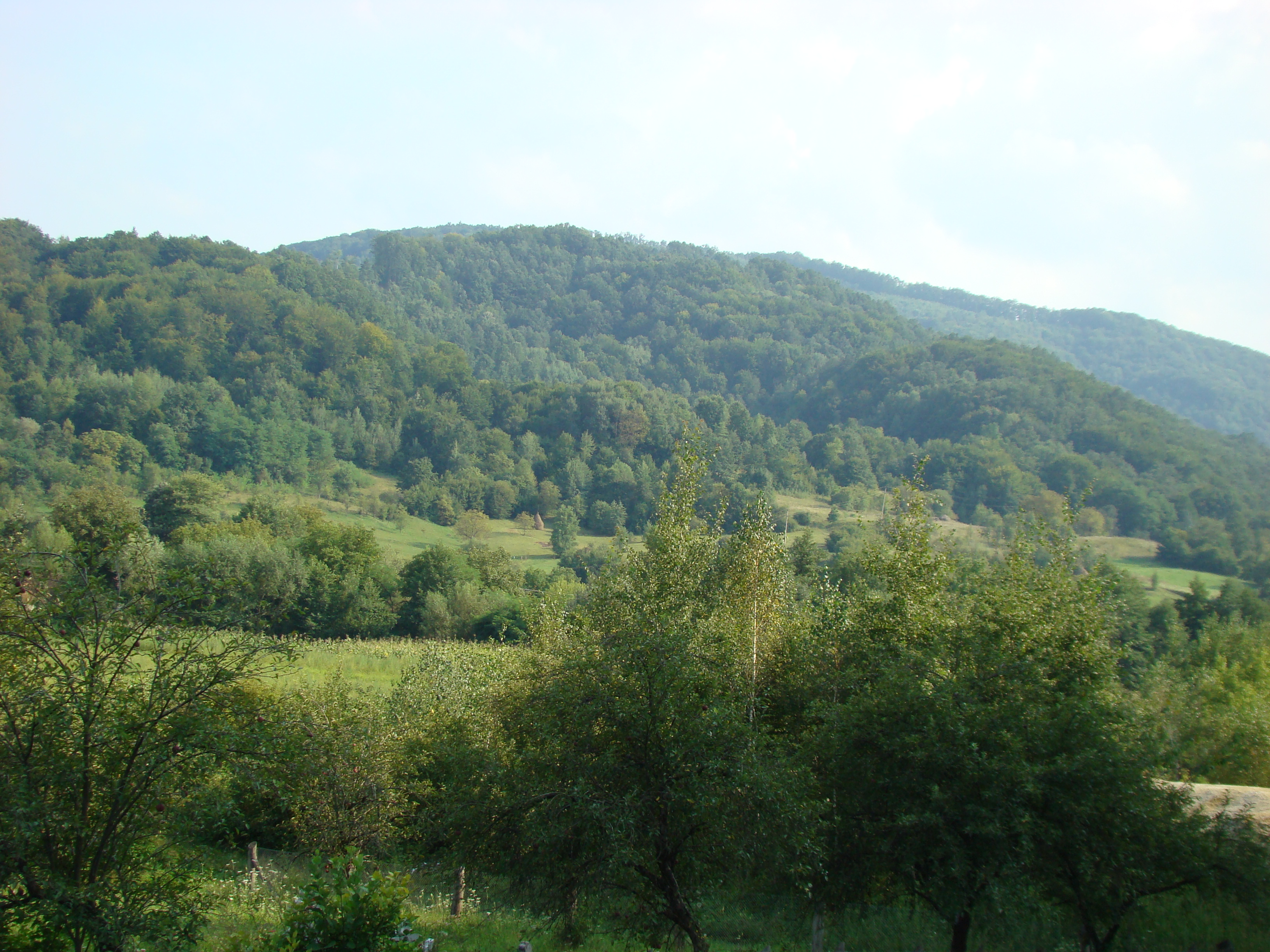
Cerbia
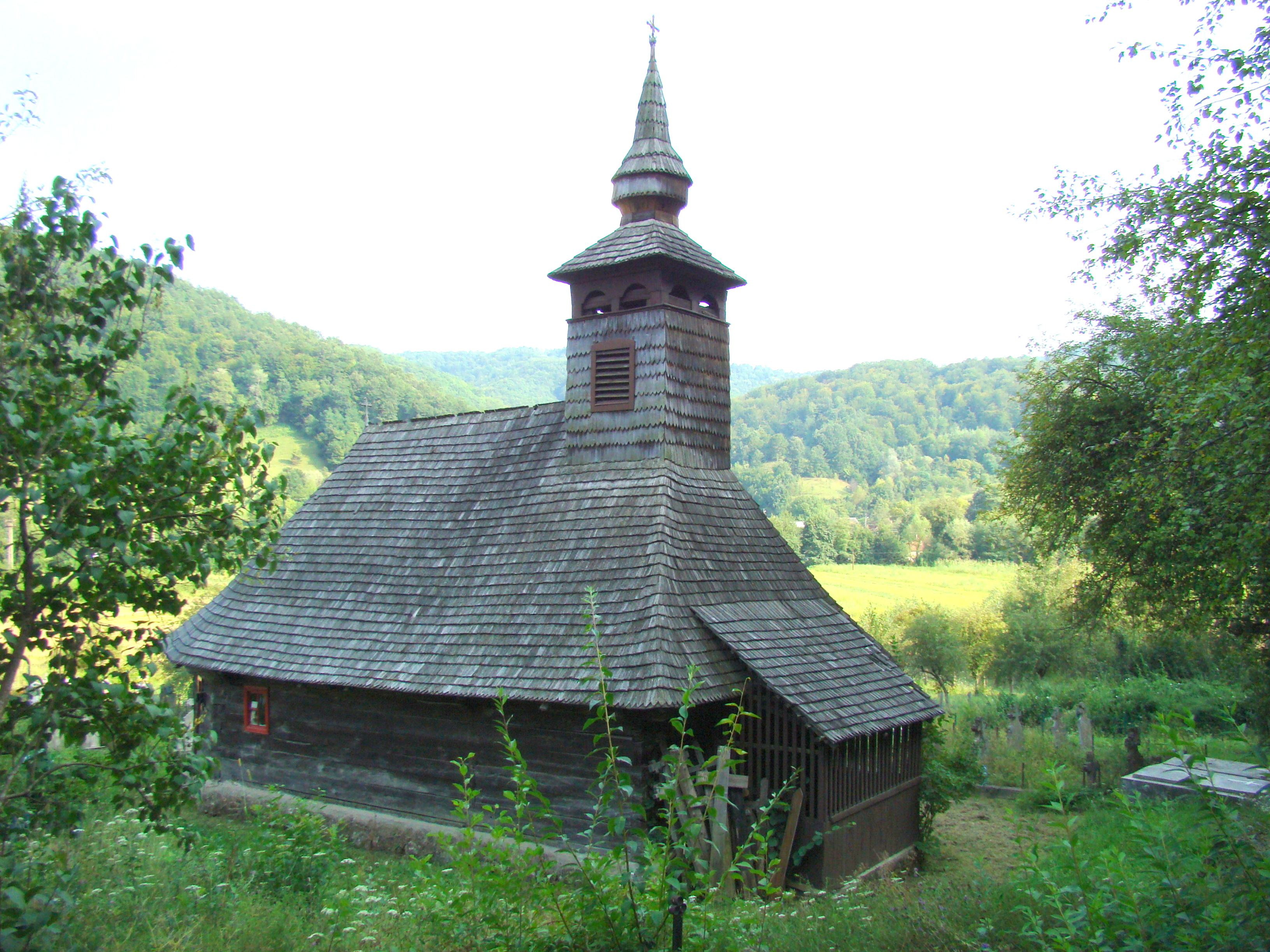
Biserica de lemn din Cerbia
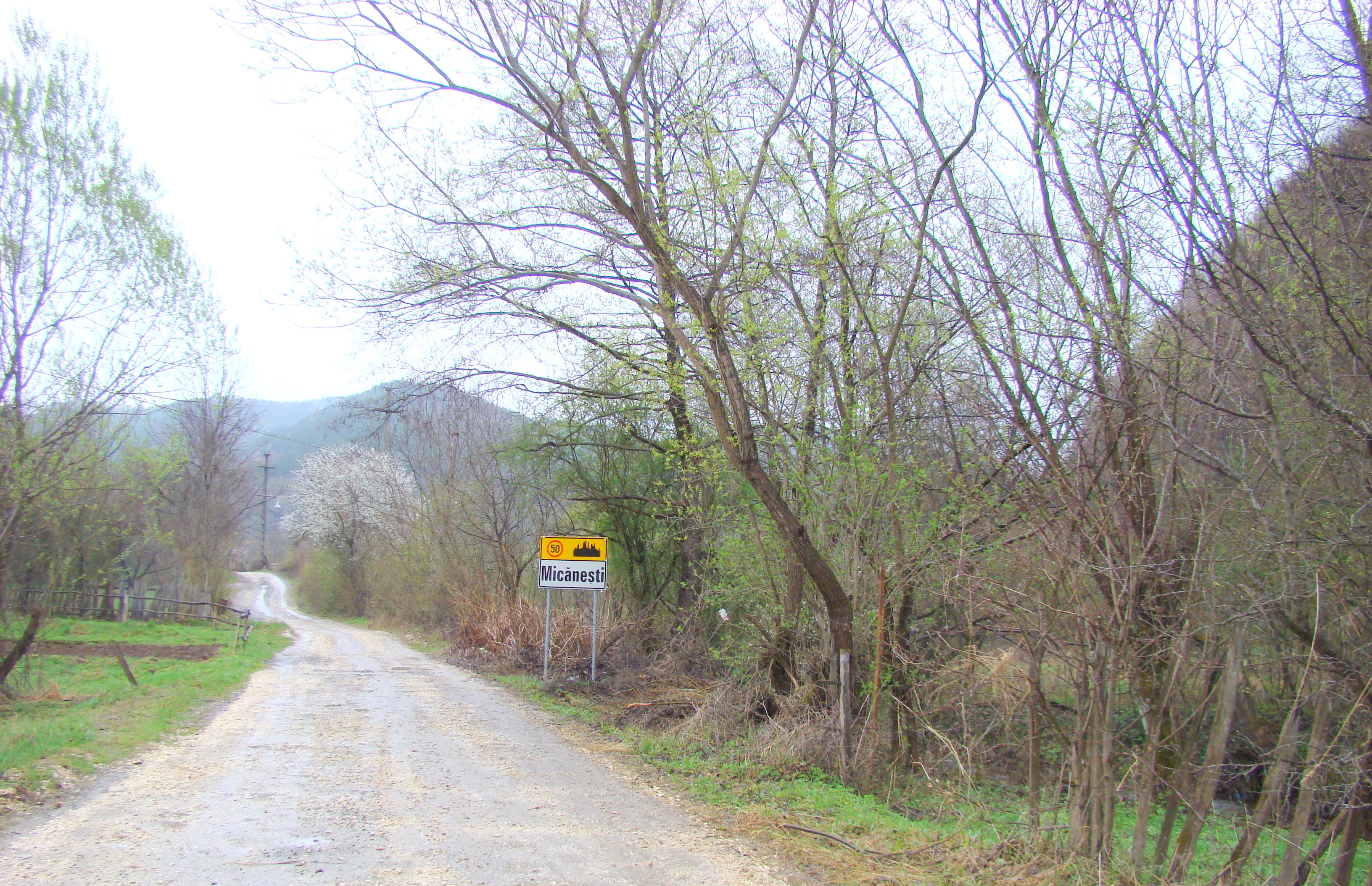
Micănești
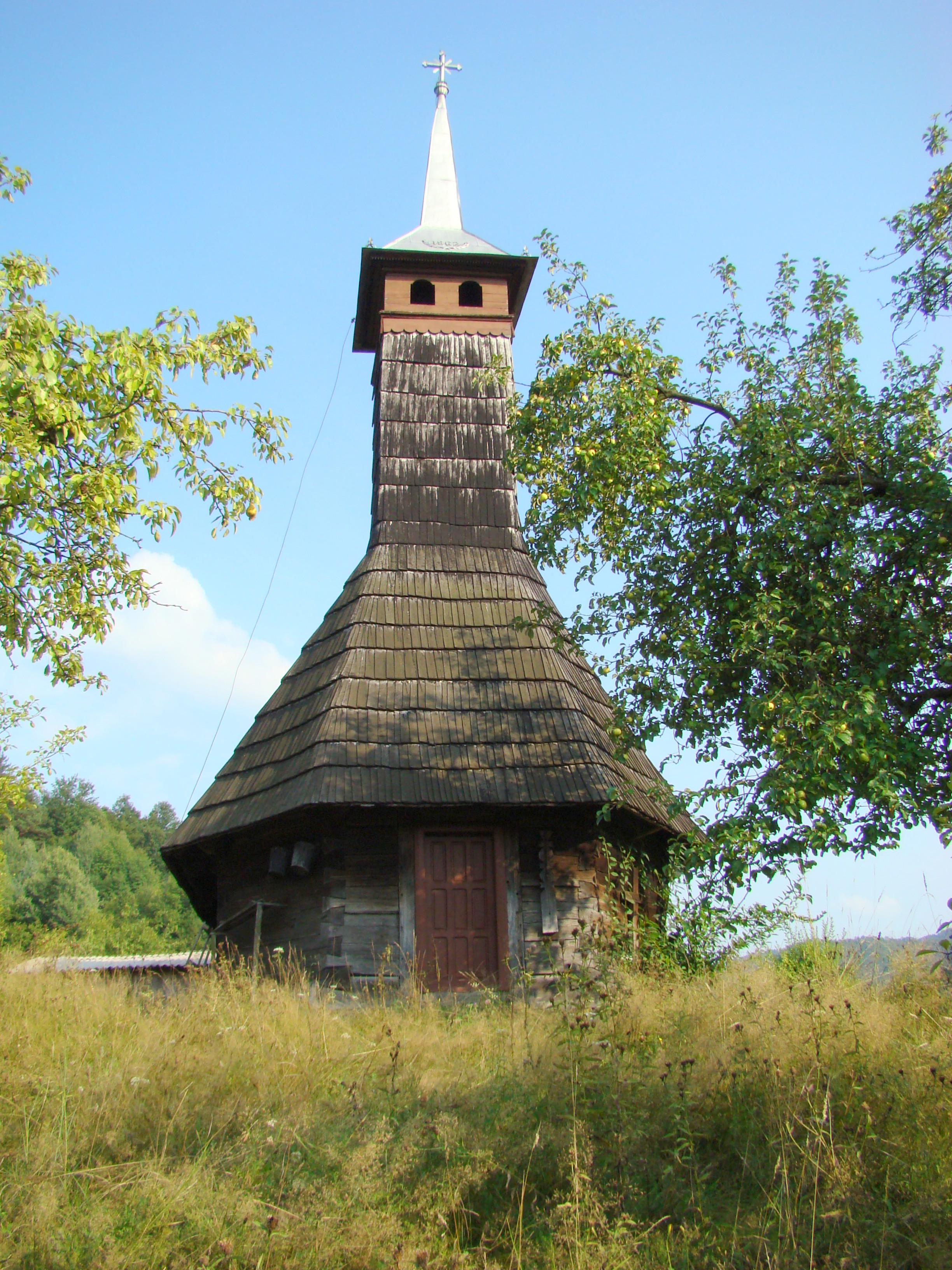
Biserica de lemn din Micănești (monument istoric)
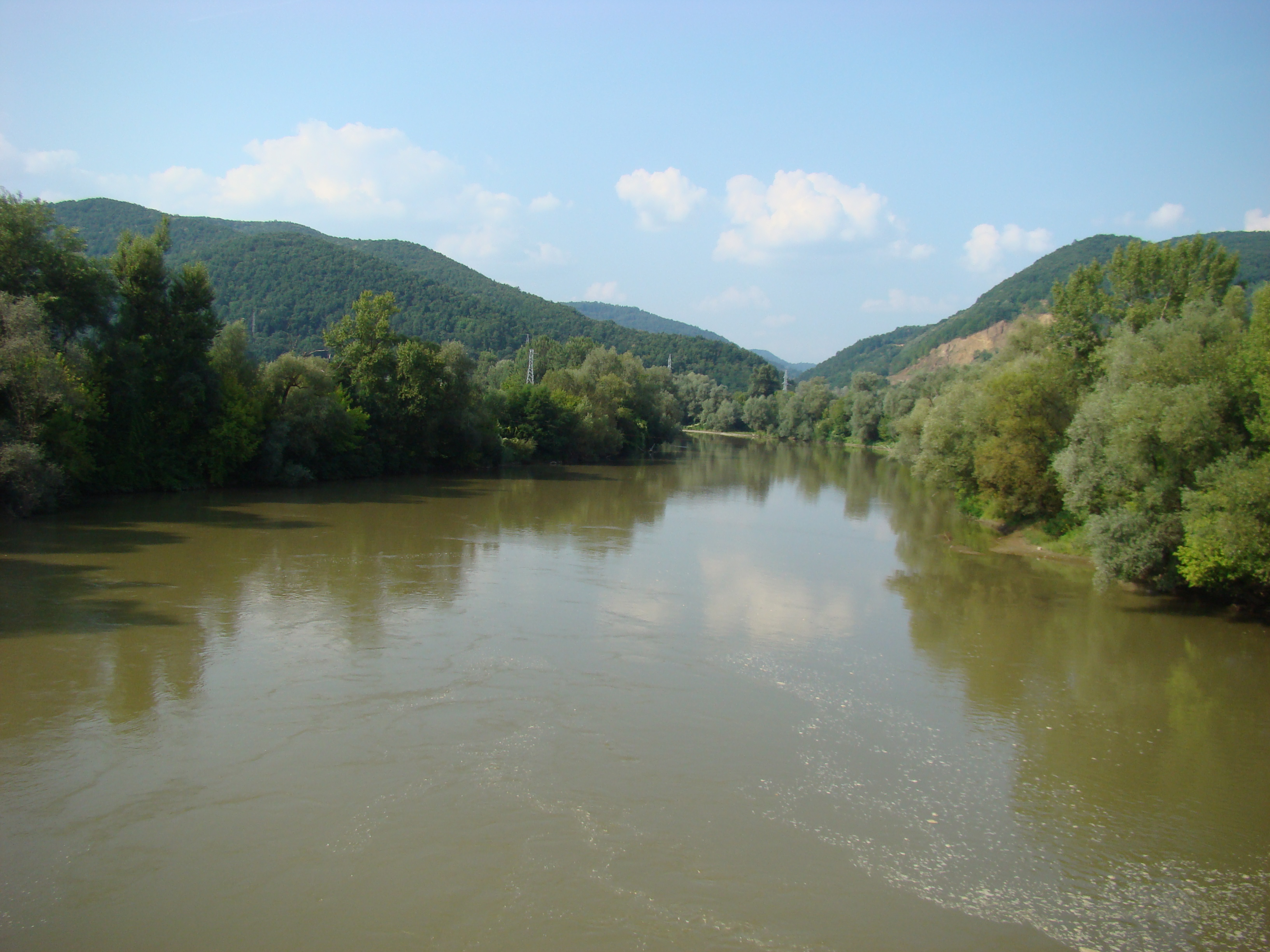
Râul Mureș la Sălciva
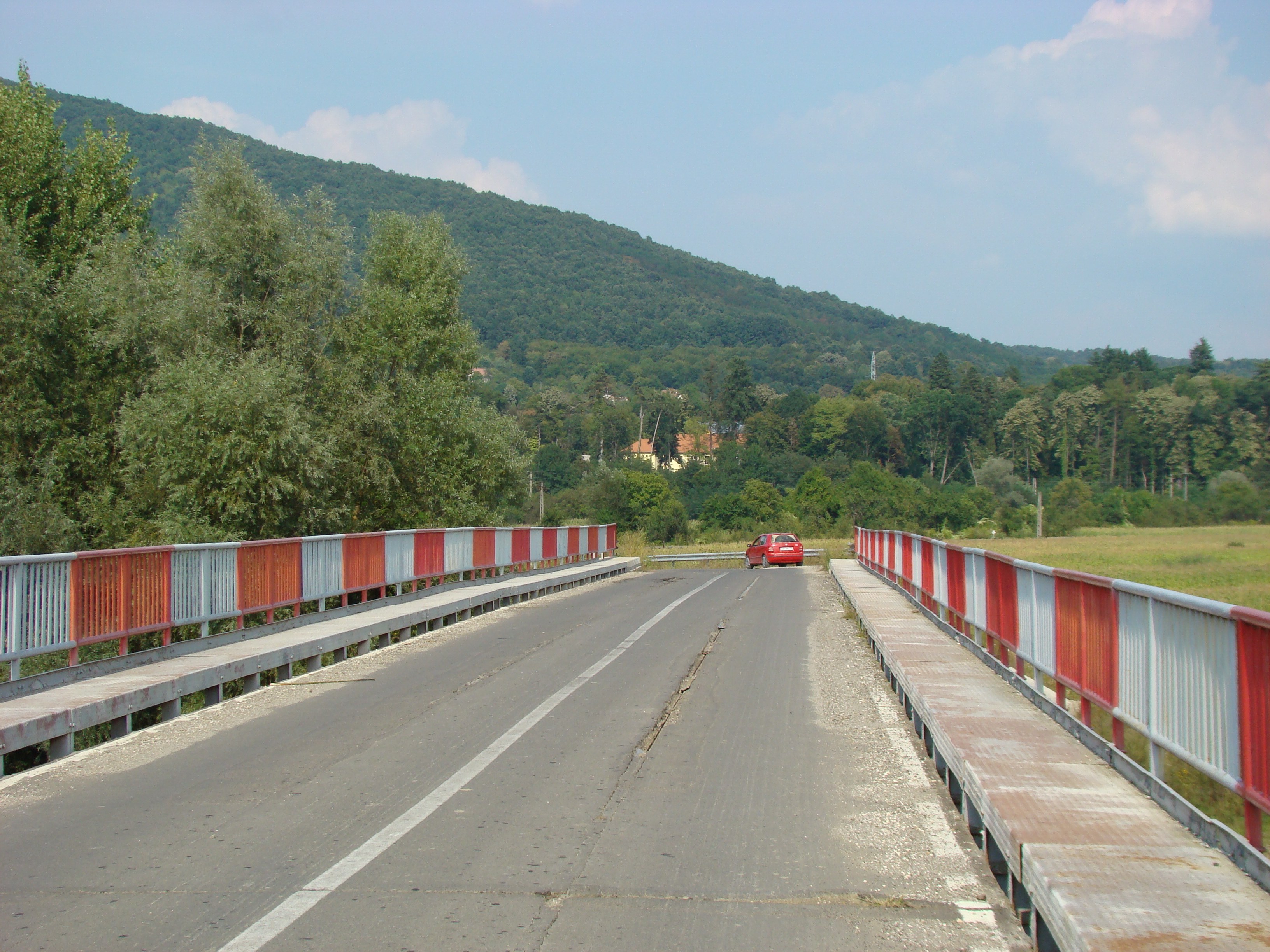
Podul peste Mureș
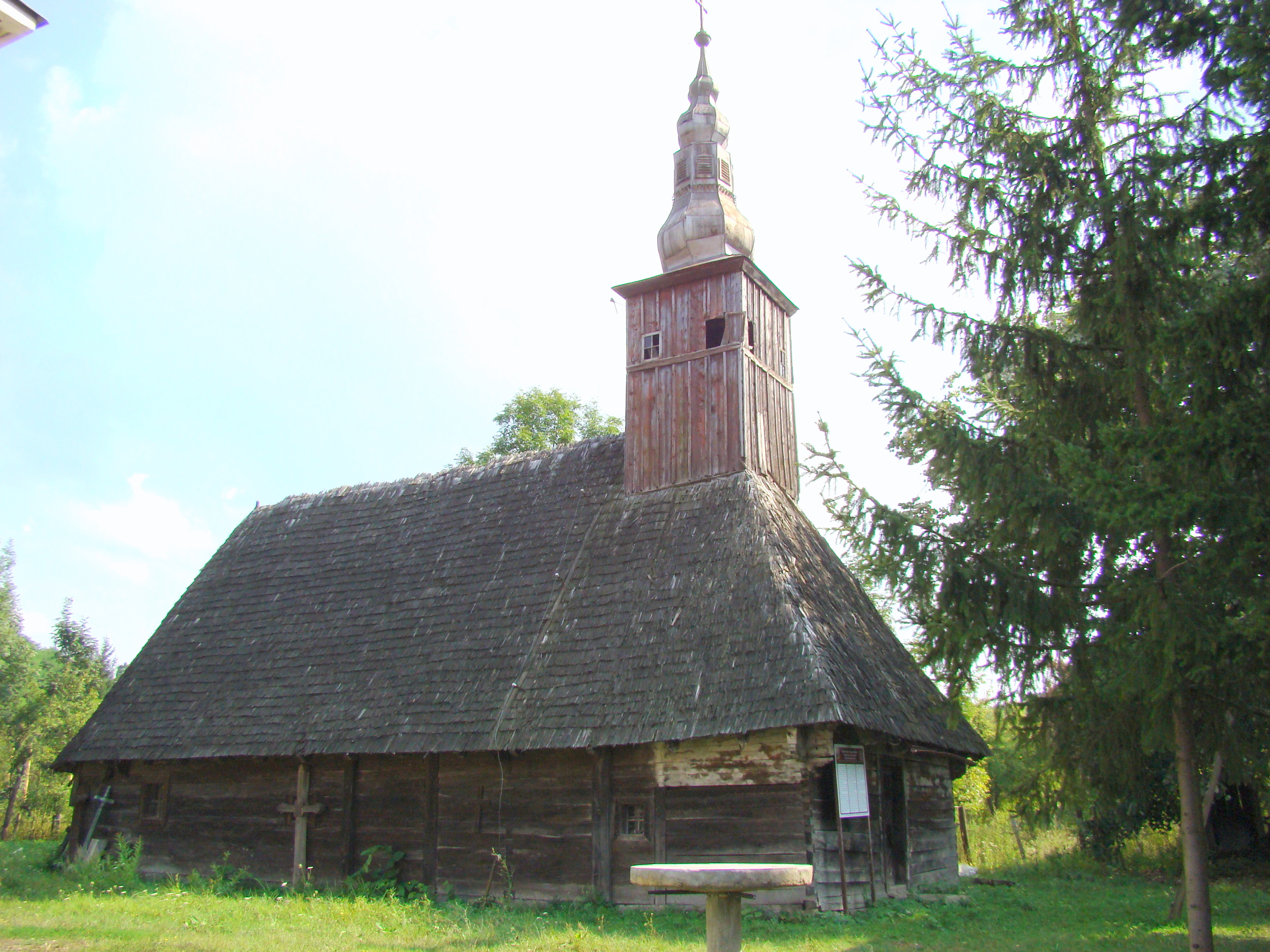
Biserica de lemn din Sălciva (monument istoric)
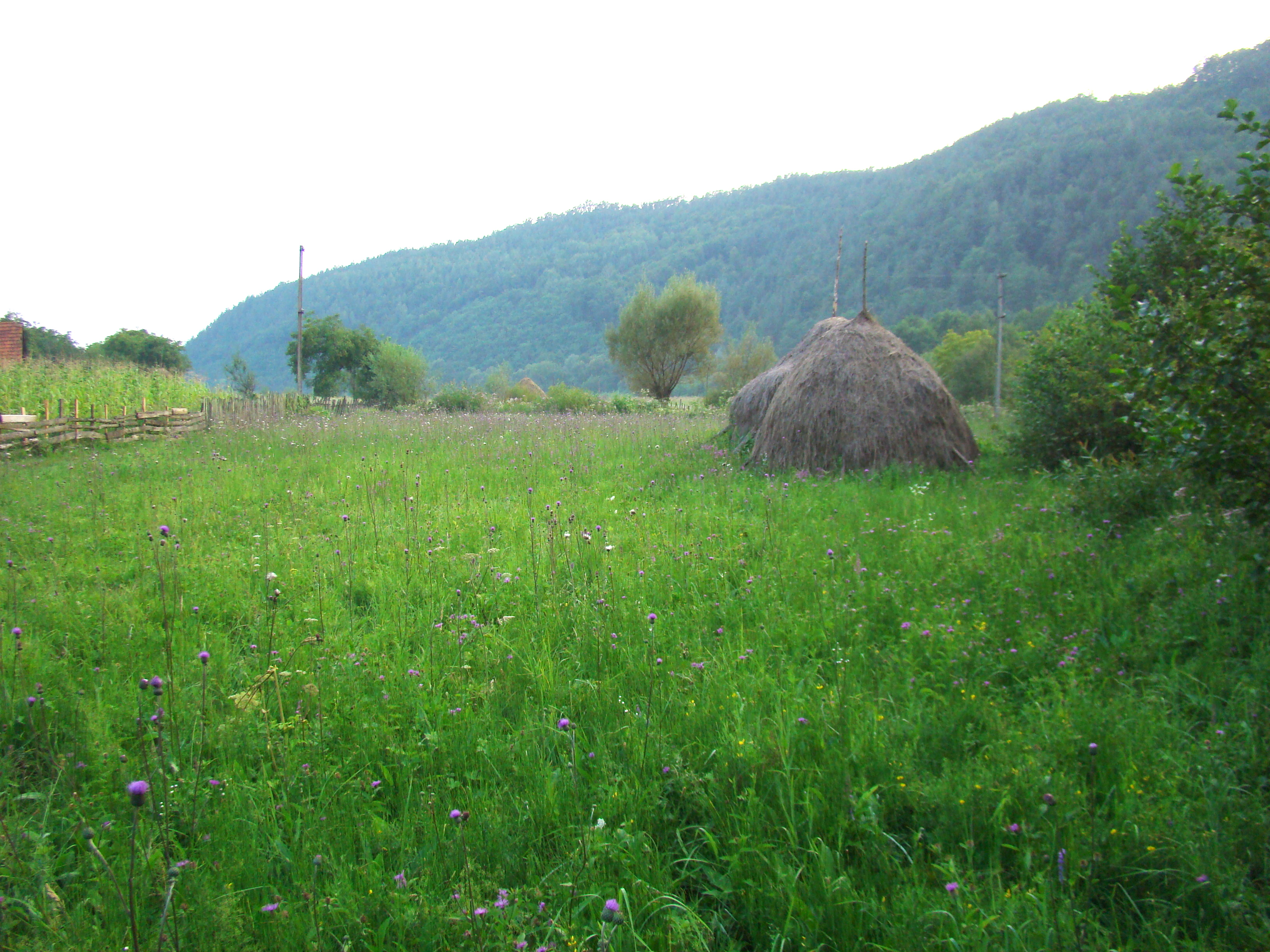
Pogănești
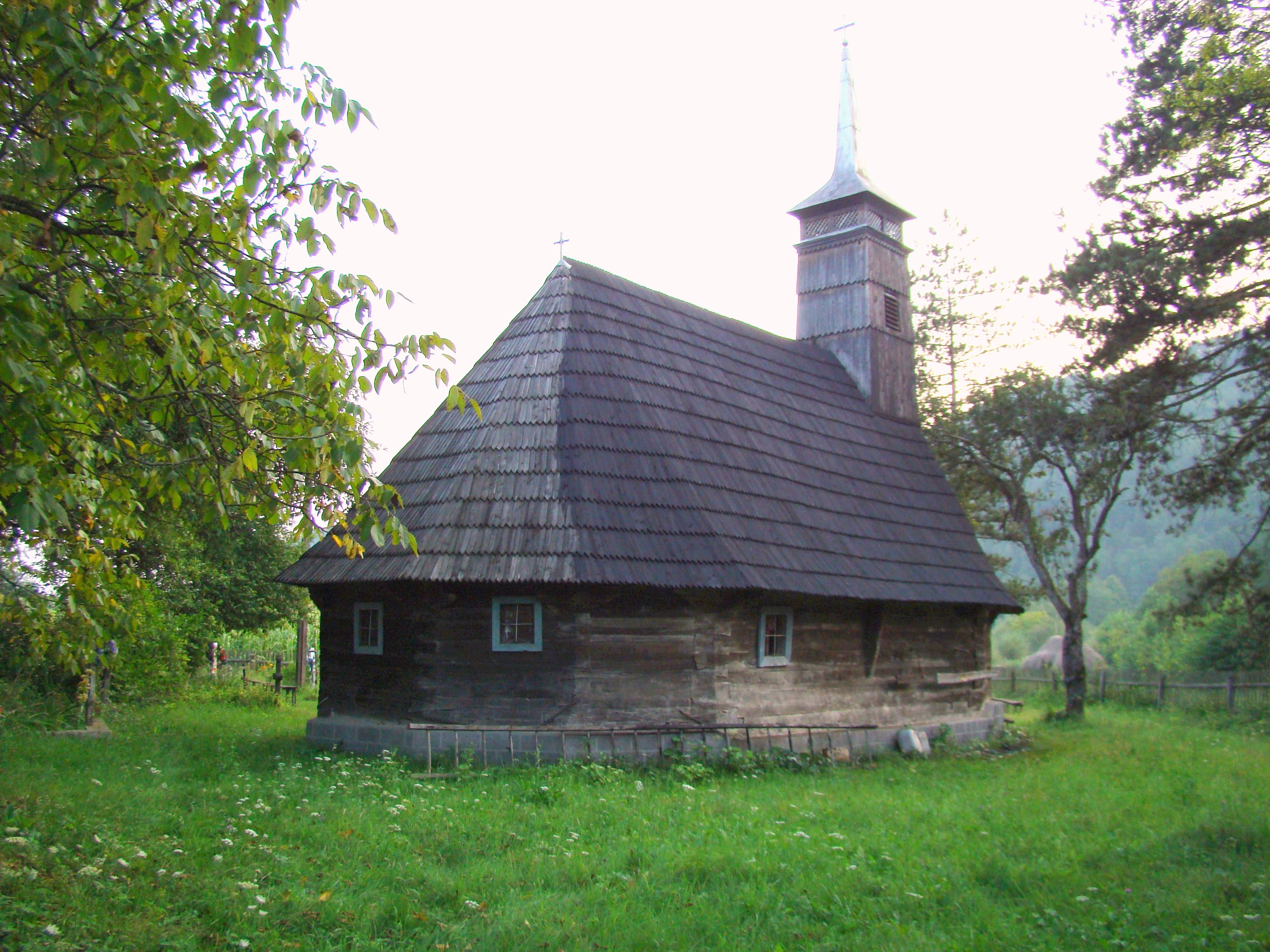
Biserica de lemn din Pogănești (monument istoric)
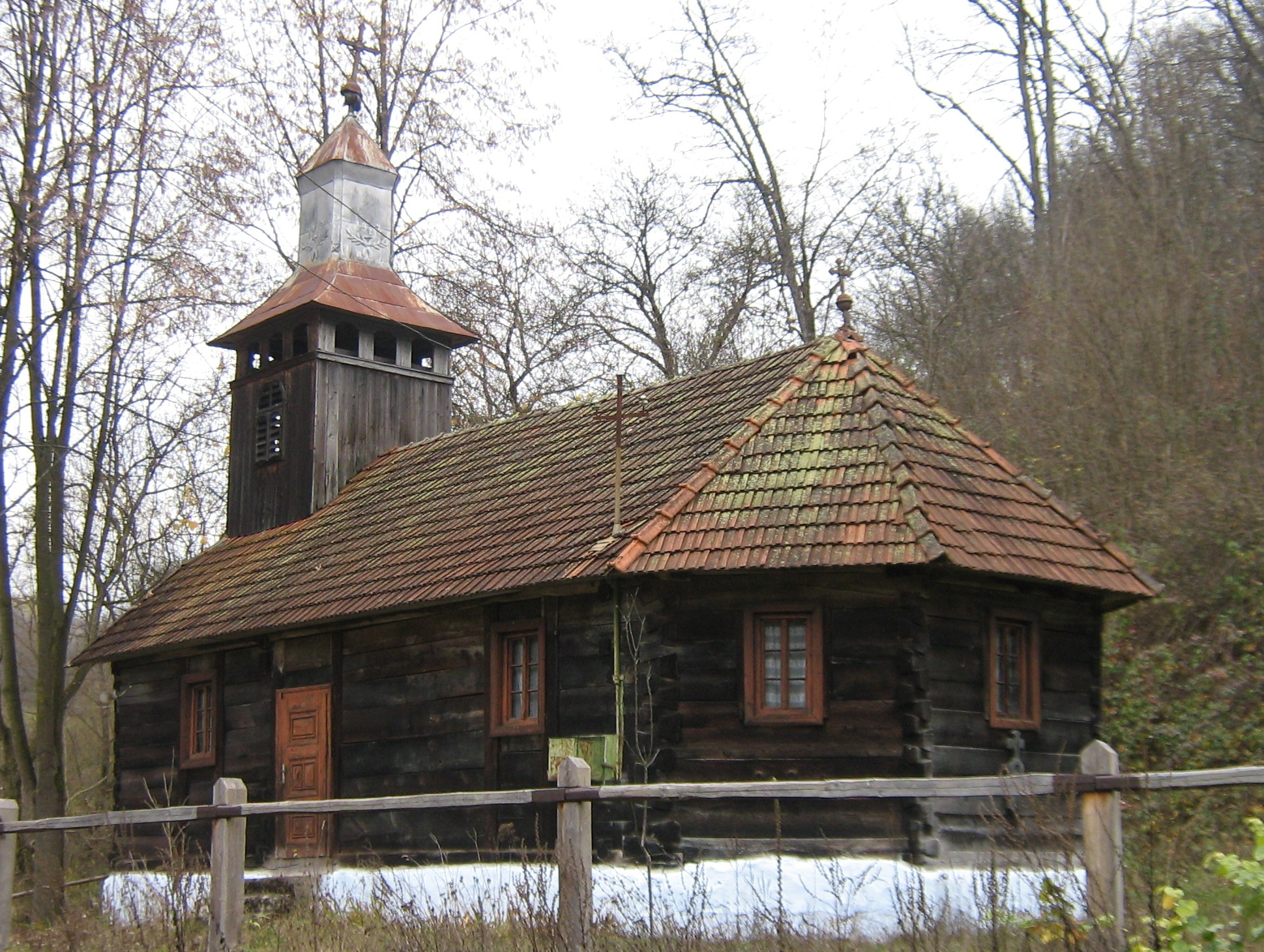
Biserica de lemn din Almășel